# مظفرآباد (میاندوآب)
مظفرآباد، مرکز دهستان مظفرآباد و روستایی از توابع بخش بکتاش شهرستان میاندوآب در استان آذربایجان غربی ایران است.

## جمعیت
این روستا در دهستان مظفرآباد قرار دارد و براساس سرشماری عمومی نفوس و مسکن در سال ۱۳۹۵، جمعیت آن برابر با ۱٬۹۹۴ نفر (۵۸۸ خانوار) بوده‌است.